# 玄鎮健
玄鎮健（韓語：현진건；1900年8月9日—1943年4月25日），是大韓帝國和朝鮮日治時期時期的韓國作家、記者和文化評論人。代表作有短篇小說《幸運的一天》（韓語：운수 좋은 날）。他通過冷靜的筆觸描述了在日本殖民下困苦的朝鮮人民的日常生活，是韓國早期的現實主義作家之一。